# ディディモス (小惑星)
(65803) ディディモス（仮符号: 1996 GT）は、アポロ群およびアモール群に属する地球近傍小惑星 (NEO) で、潜在的に危険な小惑星 (PHA) にも分類される小惑星の一つである。1996年にキットピーク国立天文台で行われているスペースウォッチ計画による観測で発見され、2003年に直径約 170 mの衛星 ディモルフォス が公転していることが判明した。
衛星ディモルフォスは、宇宙機を衝突させることで小惑星衝突の回避の実現可能性を検証するDART計画のターゲットに選定されている。

## 発見
ディディモスは1996年4月11日に、アリゾナ大学のスチュワード天文台と月惑星研究所がアメリカ合衆国・アリゾナ州にあるキットピーク国立天文台で観測を行っているスペースウォッチ計画によって、口径0.9 m望遠鏡を用いて発見された。衛星ディモルフォスは別の観測によって発見された。カリフォルニア州にあるゴールドストーン深宇宙通信施設による観測で初めてディディモスを公転する伴星の存在が疑われ、2003年11月23日と24日に得られたアレシボ天文台によるレーダー観測画像と光度曲線分析からその存在が確認された。

## 軌道
ディディモスは太陽からの距離が約1.01 auから約2.28 auまで変化する軌道を約770日の公転周期で公転している。軌道離心率は約0.38で、黄道面に対する軌道傾斜角は約3.4度となっている。2003年11月12日には地球に比較的近距離まで接近しており、約718万 km（地球から月までの距離の約18.7倍）まで接近した。22世紀の終わりまでにディディモスが地球に非常に接近することはなく、この期間内に最も地球に接近するのは約586万 kmまで近づく2123年11月4日である。火星の近くを通過することもあり、2144年1月31日には火星から約468万 kｍ離れたところを通過するとみられる。

## 物理的特徴

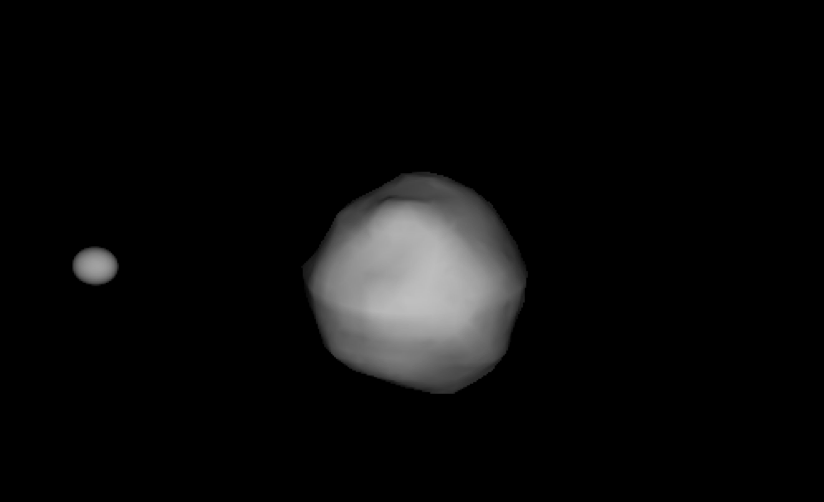
測光光度曲線とレーダー観測を基にモデル化されたディディモスと衛星ディモルフォスの形状

SMASS分類では、ディディモスはX型小惑星と稀なK型小惑星に特性が遷移するXk型小惑星に分類されている。その後の可視光および近赤外線による分光観測で、ディディモスが本質的にケイ酸塩から構成されていることが示された。自転周期が約2.26時間と短く、それに伴って見かけの等級が0.08等級変化しており、これはディディモスが回転楕円体に近い形状をしていることを示している。

### 衛星
ディディモスは周回軌道上に衛星を持つ二重小惑星である。衛星はディモルフォス（ディモーフォスとも）と名付けられており、ほとんど真円の逆行軌道を11.9時間の公転周期で公転している。主星ディディモスの直径が780 mであるのに対し、ディモルフォスの直径は約 170 m（ディディモスとの直径比は約0.22）であると測定されている。以前は S/2003 (65803) 1 という仮符号での名称が使われ、非公式には「ディディムーン（Didymoon）」や「ディディモスB （DidymosB）」という名称も使われていた。これに対して、主星は「ディディモスA（DidymosA）」とも呼ばれる。

## 地形一覧

### 岩塊
ディディモスの岩塊の名は、各国の打楽器に由来する。
| 地名                          | 由来     |
| ----------------------------- | -------- |
| カリヨン岩塊 (Carillon Saxum) | カリヨン |
| ゴング岩塊 (Gong Saxum)       | ゴング   |

## 名称
仮符号における名称は1996 GT。1996 GTが衛星を持つ二重小惑星であることから、ギリシャ語で「双子」を意味する言葉に因んで Didymos と命名された。この名称は、アリゾナ大学の月惑星研究所に所属している天文学者 Joseph L. "Joe" Montani によって提案されたものである。彼は 1996 GT が衛星を持っていることが判明した後にこの名称を提案し、2004年7月13日に小惑星センター (MPC) が公開した小惑星回報「M.P.C. 52326」にて正式に承認・公表された。
衛星は、ギリシャ語で「2つの形態を持つ」を意味する言葉に因んで Dimorphos と命名されている。この名称は、DARTミッションが上手くいった場合、人類の力でその軌道が大幅に変わり、変化前と変化後の2つの軌道の形態を持つことになる初めての天体であることを反映させている。この名称は、ギリシャのテッサロニキにあるアリストテレス大学の惑星科学者 Kleomenis Tsiganis によって提案された。

## 探査

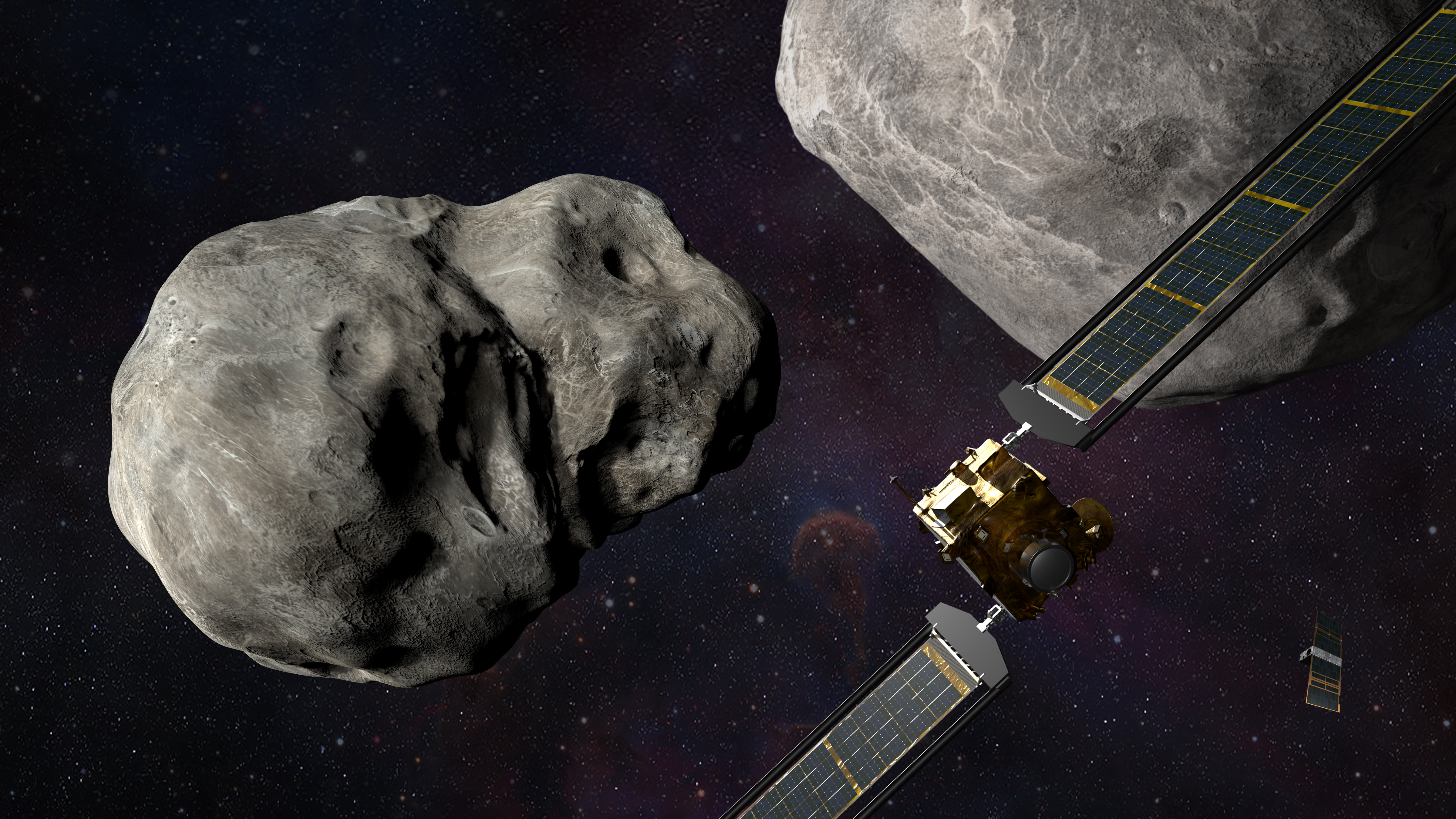
ディディモスとディモルフォスに接近するDARTの想像図

DARTの軌道
DART·
ディディモス·
地球·
太陽·
2001 CB_{21}·
(3361) オルフェウス

ディディモスの衛星であるディモルフォスは、2016年に中止されたアメリカ航空宇宙局 (NASA) と ヨーロッパ宇宙機関 (ESA) の共同ミッション Asteroid Impact and Deflection Assessment (AIDA) 計画のターゲットに選定されていた。NASAはそのAIDA計画を構成する2基の宇宙機の1基という枠組みであった Double Asteroid Redirection Test (DART) 計画を進めており、宇宙機を小惑星に衝突させることでその衝撃が地球へ衝突する軌道になっている小惑星を上手く衝突コースから逸らすことができるかどうかを検証することを目的としている。DARTは、事前に衛星を持つことが知られていた小惑星への探査を目的とした初の宇宙探査機となる（探査機ガリレオが訪れた小惑星 (243) イダ の衛星ダクティルは訪問時に発見され、小惑星 (3548) エウリュバテス の衛星はルーシー打ち上げに際して行われた観測から発見された）。ディディモスはその大きさの中では最も地球から到達しやすい小惑星であり、月に探査機が到達するのに必要なデルタVは 6.0 km/s であるのに対し、ディディモスにランデブーする探査機には 5.1 km/s で十分となる。
DARTは2021年11月24日に打ちあげられ、2022年9月26日23時14分（協定世界時）にディモルフォスへの衝突に成功した。DARTには、小惑星とDARTの衝突の様子を観測するためにイタリア宇宙機関 (ASI) が提供した小型の6U CubeSat、LICIACubeが搭載されており、衝突の15日前に分離された。衝突により、ディディモスを公転するディモルフォスの公転周期が少なくとも73秒短くなると予想されている。
2019年11月に承認されたESAのHera計画では、2024年に探査機が打ち上げられ、2027年1月にディディモスへ到着する予定である。DARTの衝突で生じたディモルフォスの軌道の動的変化や表面に形成されたクレーターの特性を測定することが予定されている。